# Paragaon perplexum
Paragaon perplexum är en stekelart som beskrevs av Joseph 1959. Paragaon perplexum ingår i släktet Paragaon och familjen fikonsteklar.
Artens utbredningsområde är:
- Guinea.
- Nigeria.

Inga underarter finns listade i Catalogue of Life.